# Hollywood Boulevard
Hollywood Boulevard er en boulevard i Los Angeles, Californien, USA, som bøjer ved Sunset Boulevard i øst og går nordvest til Vermont Avenue, hvor den retter sig ud ved Laurel Canyon Boulevard. Vest om Laurel Canyon fortsætter den som en mindre vej blandt boligkvarterer, inden den slutter ved Sunset Plaza Drive.
1958 blev Hollywood Walk of Fame bygget på Hollywood Boulevard, som går fra Gower Street til La Brea Avenue. Senere har man gjort sit bedste for, at forbedre Hollywood Boulevard, da den har rygte for at være kriminel og nedslidt.

## Kendte attraktioner
- Bob Hope Square (Hollywood and Vine)
- Grauman's Chinese Theatre
- Grauman's Egyptian Theatre
- Capitol Tower
- El Capitan Theatre
- Frederick's of Hollywood
- Hollywood and Highland
- Hollywood Roosevelt Hotel
- Hollywood Walk of Fame
- Hollywood Wax Museum
- Janes House
- Kodak Theatre
- Masonic Temple
- Musso & Frank Grill
- Pantages Theatre
- Pig 'N Whistle
- Ripley's Believe It Or Not! Odditorium